# Timi Zajc
Timi Zajc (Ljubno, 26 aprile 2000) è un saltatore con gli sci sloveno, campione olimpico nella gara a squadre mista a Pechino 2022 e campione del mondo nel trampolino lungo e nella gara a squadre a Planica 2023.

## Biografia
Zajc, attivo in gare FIS dal marzo del 2013, in Coppa del Mondo ha esordito il 18 novembre 2017 a Wisła, giungendo 6º nella prova a squadre. Qualche mese più tardi ha preso parte ai XXIII Giochi olimpici invernali di Pyeongchang 2018, dove si è classificato 33º nel trampolino normale. Ha ottenuto il primo podio nel massimo circuito il 27 gennaio 2019 (2º a Sapporo) e la prima vittoria il 1º febbraio successivo a Oberstdorf; ai Mondiali di Seefeld in Tirol 2019, suo esordio iridato, è stato 50º nel trampolino normale, 10º nel trampolino lungo e 6º nella gara a squadre.
Ai XXIV Giochi olimpici invernali di Pechino 2022 ha vinto la medaglia d'oro nella gara a squadre mista, quella d'argento nella gara a squadre e si è classificato 9º nel trampolino normale e 6º nel trampolino lungo; ai successivi Mondiali di volo di Vikersund 2022 ha vinto la medaglia d'oro nella gara a squadre e quella d'argento nella gara individuale e ai Mondiali di Planica 2023 ha vinto la medaglia d'oro nel trampolino lungo e nella gara a squadre, quella di bronzo nella gara a squadre mista ed è stato 10º nel trampolino normale. Ai Mondiali di volo di Tauplitz 2024 ha vinto la medaglia d'oro nella gara a squadre e quella di bronzo nella gara individuale; ai Mondiali di Trondheim 2025 ha conquistato nuovamente la medaglia d'oro nella gara a squadre e si è classificato 37º nel trampolino normale e 45º nel trampolino lungo.

## Palmarès

### Olimpiadi
- 2 medaglie:
  - 1 oro (gara a squadre mista a Pechino 2022)
  - 1 argento (gara a squadre a Pechino 2022)

### Mondiali
- 4 medaglie:
  - 3 ori (trampolino lungo, gara a squadre a Planica 2023; gara a squadre a Trondheim 2025)
  - 1 bronzo (gara a squadre mista a Planica 2023)

### Mondiali di volo
- 4 medaglie:
  - 2 ori (gara a squadre a Vikersund 2022; gara a squadre a Tauplitz 2024)
  - 1 argento (individuale a Vikersund 2022)
  - 1 argento (individuale a Tauplitz 2024)

### Coppa del Mondo
- Miglior piazzamento in classifica generale: 8º nel 2022 e nel 2023
- 32 podi (15 individuali, 17 a squadre)
  - 10 vittorie (5 individuali, 5 a squadre)
  - 10 secondi posti (4 individuali, 6 a squadre)
  - 12 terzi posti (6 individuali, 6 a squadre)

#### Coppa del Mondo - vittorie
| Data             | Località          | Nazione  | Trampolino                                                          |
| ---------------- | ----------------- | -------- | ------------------------------------------------------------------- |
| 1º febbraio 2019 | Oberstdorf        | Germania | Heini Klopfer HS225                                                 |
| 16 marzo 2019    | Vikersund         | Norvegia | Vikersundbakken HS240 (con Anže Semenič, Peter Prevc e Domen Prevc) |
| 15 gennaio 2022  | Zakopane          | Polonia  | Wielka Krokiew HS140 (con Lovro Kos, Peter Prevc e Anže Lanišek)    |
| 4 marzo 2022     | Oslo Holmenkollen | Norvegia | Holmenkollen HS134 (con Urša Bogataj, Lovro Kos e Nika Križnar)     |
| 20 marzo 2022    | Oberstdorf        | Germania | Heini Klopfer HS235                                                 |
| 26 marzo 2022    | Planica           | Slovenia | Letalnica HS240 (con Žiga Jelar, Peter Prevc e Anže Lanišek)        |
| 2 aprile 2023    | Planica           | Slovenia | Letalnica HS240                                                     |
| 23 febbraio 2024 | Oberstdorf        | Germania | Heini Klopfer HS235 (con Domen Prevc)                               |
| 24 febbraio 2024 | Oberstdorf        | Germania | Heini Klopfer HS235                                                 |
| 25 gennaio 2025  | Oberstdorf        | Germania | Heini Klopfer HS235                                                 |